# Musala u Kamengradu
Musala u Kamengradu jedan je od rijetkih očuvanih kulturno povijesnih spomenika u Sanskom Mostu. Nalazi se desetak kilometara sjeverozapadno od grada u selu Donji Kamengrad. Musala u Kamengradu pripada vrsti bajramske musale.

## Povijest
Tu je, po narodnom predanju Mehmed II., prilikom osvajanja Kamengrada klanjao prvi džuma-namaz. Nakon rata u BiH, objekt musale je obnovljen i kod nje se od tada svake godine klanja džuma-namaz, prva u lipnju. Musala s mezarlukom u Kamengradu kao graditeljska cjelina je odlukom Komisije za očuvanje nacionalnih spomenika Bosne i Hercegovine proglašena za nacionalnim spomenikom Bosne i Hercegovine, te nacionalni spomenik sačinjavaju mihrab, baldahin i muslimansko groblje.